# شون جيتر
شون جيتر (بالإنجليزية: Shawn Jeter)‏ هو لاعب كرة قاعدة أمريكي، ولد في 28 يونيو 1966 في شريفبورت في الولايات المتحدة.

## وصلات خارجية
- شون جيتر على موقعبيزبول رفرنس.كوم (الدوري الرئيسي) (الإنجليزية)
- شون جيتر على موقعبيزبول رفرنس.كوم (الدوري الثانوي) (الإنجليزية)